# NSB Di 6 sorozat
Az NSB Di 6 sorozat későbbi nevén ME 26 és DE 2700 egy norvég Co'Co' tengelyelrendezésű, dízel-villamos hajtású, dízelmozdony-sorozat volt. 1995 és 1996 között gyártotta a Siemens a Norvég Államvasutak (NSB) számára. Összesen 12 db készült a sorozatból.
A főhajtómű 2650 kilowatt (3550 LE) teljesítményt, 400 kilonewton (90 000 lbf) indító vontatási erőt és 160 kilométer/óra maximális sebességet biztosít. A kétirányú mozdonyokat személy- és tehervonatokkal való használatra tervezték.
Az egységeket az NSB 1992-ben rendelte meg az elöregedő NSB Di 3 sorozat helyettesítésére, és elsősorban a Nordland vonalon, valamint kisebb mértékben a Røros vonalon való használatra szánták őket. A gyártást a németországi Kielben található Maschinenbau Kiel (MaK) végezte, amely akkoriban a Siemens Schienenfahrzeugtechnik része volt. A sorozat nagyrészt a MaK által épített DB 240 sorozaton alapul, és egy-egy egység 32 millió norvég koronába (NOK) került. Az első egységeket 1996 márciusában, egy évvel a tervezett után szállították le, de hibákkal küszködtek. 1999-re a teljes megrendelést felmondták, és a mozdonyok visszakerültek Németországba. A mozdonyokat a Dispolok mozdonybérbeadó vette át, és különböző németországi vasúttársaságok használták őket. A tulajdonjogot 2003-ban a Vossloh Locomotives vette át, majd a sorozat nagy részét a német Nord-Ostsee-Bahn személyszállító vasúttársaságnak adták bérbe. 2008-ban három egység visszatért Norvégiába, és a Cargolink használja őket tehervonatokhoz.